# Broc Feeney
Broc Feeney (ur. 18 października 2002) – australijski kierowca wyścigowy startujący w wyścigach Supercars.

## Kariera sportowa
Feeney rozpoczął ściganie od kartingu w 2013 gdy miał 11 lat. Odnosił w nim zwycięstwa na poziomie stanowym i krajowym. W 2018 rozpoczął starty w Australijskiej serii Toyota 86 Racing Series, gdzie odniósł zwycięstwo w wieku 15 lat jako najmłodszy zawodnik w historii tej serii. W 2019 wystartował w Kumho Tyre Super3 Series i został jej mistrzem w swoim debiutanckim sezonie. W 2020 wystartował w serii Super2 (zapleczu dla serii Supercars), której został mistrzem w drugim sezonie startów.
W latach 2020-2021 wystartował również w roli drugiego kierowcy podczas długodystansowych wyścigów w głównej serii Supercars. W 2022 awansował na stałe do Supercars. Startuje w czołowym zespole Triple Eight Race Engineering i już w pierwszym sezonie odniósł swoje pierwsze zwycięstwo.
Obecnie jest czołowym kierowcą serii Supercars, a w 2024 został jej wicemistrzem.

## Wyniki

### Podsumowanie
| Sezon | Seria                                 | Zespół                        | Starty | PP | Zwyc. | Punkty | Pozycja |
| ----- | ------------------------------------- | ----------------------------- | ------ | -- | ----- | ------ | ------- |
| 2018  | Toyota 86 Racing Series               | Broc Feeney Racing            | 15     | 0  | 2     | 878    | 6       |
| 2018  | Aussie Racing Car Series              | Broc Feeney Racing            | 2      | 0  | 0     | 24     | 43.     |
| 2019  | Super3 Series                         | Paul Morris Motorsport        | 15     | 2  | 1     | 562    | 1.      |
| 2019  | Track Attack Excel Cup                | Broc Feeney                   | 11     | 1  | 6     | 240    | 3.      |
| 2019  | Australian GT – Trofeo Challenge      | MARC Cars Australia           | 2      | 1  | 0     | 185    | 8.      |
| 2020  | Supercars Championship                | Tickford Racing               | 1      | 0  | 0     | 156    | 35.     |
| 2020  | Super2 Series                         | Tickford Racing               | 6      | 0  | 0     | 510    | 7.      |
| 2021  | Supercars Championship                | Triple Eight Race Engineering | 1      | 0  | 0     | 0      | –       |
| 2021  | Super2 Series                         | Triple Eight Race Engineering | 9      | 4  | 5     | 1254   | 1.      |
| 2021  | GT World Challenge Australia – Pro-Am | Triple Eight Race Engineering | 2      | 1  | 0     | 30     | 12.     |
| 2022  | Supercars Championship                | Triple Eight Race Engineering | 34     | 0  | 1     | 2377   | 6.      |
| 2022  | GT World Challenge Australia – Pro-Am | Triple Eight Race Engineering | 2      | 0  | 2     | 25     | 12.     |
| 2023  | Supercars Championship                | Triple Eight Race Engineering | 28     | 3  | 5     | 2441   | 3.      |
| 2023  | GT World Challenge Australia – Pro-Am | Triple Eight Race Engineering | 4      | 1  | 0     | 46     | 10.     |
| 2023  | GT World Challenge Asia – GT3         | Triple Eight JMR              | 8      | 0  | 0     | 1      | 41.     |
| 2024  | Supercars Championship                | Triple Eight Race Engineering | 24     | 5  | 6     | 2838   | 2.      |